# Ataenius chinacotae
Ataenius chinacotae är en skalbaggsart som beskrevs av Zdzisława Stebnicka 2007. Ataenius chinacotae ingår i släktet Ataenius och familjen Aphodiidae. Inga underarter finns listade.